# Đức Mẹ Trinh Phong
Đức Mẹ Trinh Phong là tên gọi tượng đài Đức Mẹ được xây dựng tại Eo gió, điểm cao nhất của Đèo Ngoạn Mục, ranh giới giữa 2 tỉnh Khánh Hoà và Lâm Đồng. Vị trí tượng hiện nay ở xã Lâm Sơn, tỉnh Khánh Hoà. Đây là một trong 5 tượng đài Đức Mẹ Maria mà tổng thống Việt Nam Cộng hòa Ngô Đình Diệm chỉ đạo xây dựng ở miền Nam Việt Nam.
Lễ Khánh Thành Tượng Đức mẹ Vô Nhiễm Nguyên Tội diễn ra vào ngày 8 tháng 12 năm 1961. Tượng Đức Mẹ cao 6 thước thuộc quyền quản nhiệm của cha sở giáo xứ Sông Pha, hạt Ninh Thuận, giáo phận Nha Trang. Tham dự buổi lễ nầy có Linh mục Bề trên địa phận Nha Trang, Trung tá tỉnh trưởng Ninh Thuận và trên 3000 giáo dân địa phương. Nhân dịp này, Linh mục bề trên địa phận Nha Trang đã cử hành một thánh lễ tại kỳ đài thiết lập trên đồi để cầu nguyện cho quốc thái dân an. Sau năm 1975, Tượng đài trở nên hoang vắng! Thỉnh thoảng các linh mục quản xứ Sông Pha và các giáo xứ lân cận hoặc giáo dân có nương rẫy gần đó lặng lẽ tới kính viếng.
Ngày 15 tháng 4 năm 2007, Linh mục quản xứ giáo xứ Sông Pha, Anrê Lê Văn Hải và chừng 500 giáo dân cùng với cả những anh chị em lương dân của các vùng Sông pha, Lạc Lâm, Lạc viên, Lạc Nghiệp, Kađô...đã đến dâng thánh lễ lần đầu tiên dưới chân Mẹ sau 31 năm.
Hiện nay, tượng đài Đức Mẹ Trinh Phong trở thành một địa điểm hành hương của người Công giáo ở Việt Nam.